# Rolfåkersmannen
Rolfsåkersmannen är ett skelettfynd från bronsåldern som gjordes i Kungsbacka kommun 1920.
Fyndet avled drygt 20 år gammal för 4500 år sedan. Han är 154 centimeter lång, kraftigt byggd och hittades på en bädd av ostron och med en yxa vid sitt huvud.
Rolfsåkersmannen har tillfogats ett hugg i benet. Det är oklart ifall han drunknade.
Skelettet återfinns till allmänhetens beskådan på Göteborgs stadsmuseum.